# 沪军都督府

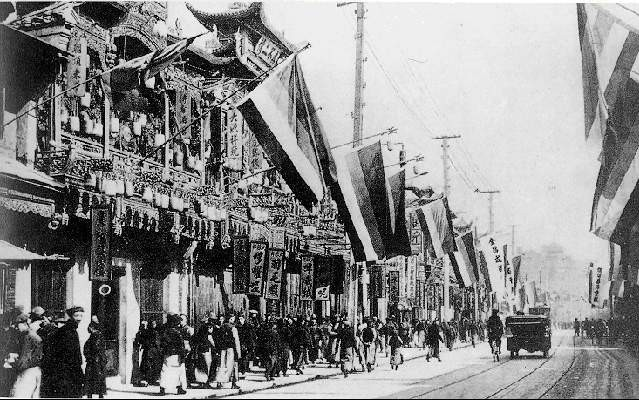
1912年1月1日上海庆祝民国改元。街上飄揚着五色旗是因为沪军都督陈其美于1911年12月31日发出通告：“自明日起各界一律悬挂国旗，以昭庆贺，而光大典。”

沪军都督府，又称上海军政府，是清朝末年和中华民国初期上海的最高行政机关，为军政合一的临时机构，成立于宣统3年（1911年）11月6日（農曆九月十六日）。沪军都督府成立後，原清朝時的上海城自治公所总董李钟珏出任沪军都督府民政总长，上海城自治公所议员沈懋昭出任沪军都督府财政总长，上海城自治公所董事王震出任沪军都督府交通总长，上海城自治公所议长沈恩孚出任沪军都督府顾问官，城自治公所議員叶惠钧出任沪军都督府参谋。11月9日，原上海城自治公所副议长吴馨出任上海县民政长，原上海城廂內外總工程局议董黄庆澜任上海县司法长，原上海城自治公所警务长穆湘瑶任上海县警务长，原上海城自治公所董事莫锡纶任上海市市长，原上海城廂內外總工程局议长姚文枬出任上海县劝学长。11月12日，原上海城自治公所董事顾履桂出任上海市副市长，上海城自治公所改称為上海市政厅。民国元年（1912年）7月31日，沪军都督府撤销，改为江苏都督行辕，各项事务由江苏都督接收。

## 主要官员
- 沪军都督：陈其美